# Мохамед Чіте
Моха́мед Чіте́ (фр. Mohammed Tchité, нар. 31 січня 1984, Бужумбура) — бельгійський футболіст африканського походження, нападник клубу «Брюгге».
Виступав за бельгійські «Стандард» та «Андерлехт», африканські «Прінс Луї» та «Макура Вікторі», а також іспанський «Расінг».

## Клубна кар'єра
Народився 31 січня 1984 року в місті Бужумбура, Бурунді, але його батьки родом із сусідніх країн Руанди і Демократичної Республіки Конго. 
Свою футбольну кар'єру в клубі «Рейнджерс» (Бужумбур), а 2001 року перейшов у футбольний клуб «Прінс Луї», де і виграв титул чемпіона Бурунді.
2002 року переїхав на батьківщину батька в Руанду у футбольний клуб «Макура Вікторі», там він був помічений скаутами бельгійського «Стандарда», куди і перейшов 2003 року.

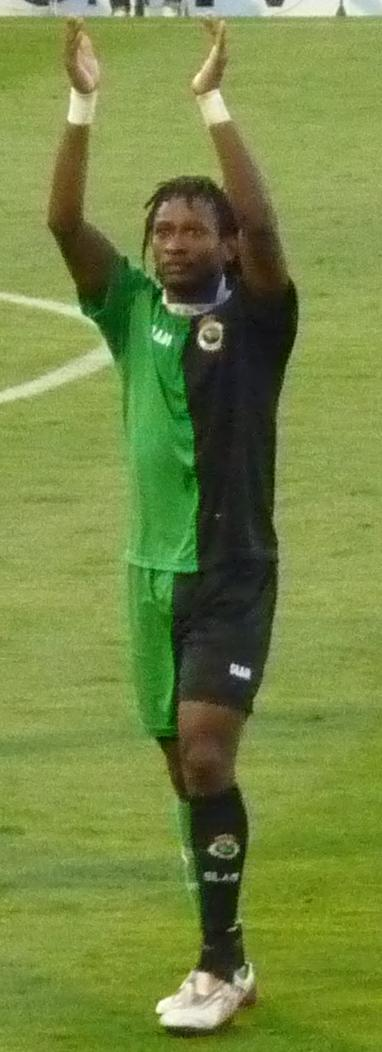
Мохамед Чіте під час виступів за «Расінг»

У бельгійській команді Мохамед закріпився постійній основі, забивши 21 гол у 58 матчах протягом трьох років, проведених в клубі. У складі «Стандарда» був одним з головних бомбардирів команди, маючи середню результативність на рівні 0,36 голу за гру першості.
У сезоні 2006/07 Чіте був проданий в «Андерлехт». У першому ж сезоні за новий клуб він став не тільки чемпіоном Бельгії і володарем Суперкубка, але й найкращим бомбардиром, а також гравцем року.
Своєю грою за останню команду привернув увагу представників тренерського штабу іспанського клубу «Расінг» з Ла Ліги, до складу якого приєднався 2007 року. Відіграв за клуб із Сантандера наступні три сезони своєї ігрової кар'єри. Більшість часу, проведеного у складі «Расінга», був основним гравцем атакувальної ланки команди.
Протягом 2010–2012 років знову захищав кольори команди «Стандарда».
Влітку 2012 року перейшов в «Брюгге». Відтоді встиг відіграти за команду з Брюгге 25 матчів в національному чемпіонаті.

## Виступи за збірну
2001 року залучався до складу молодіжної збірної Бурунді. На молодіжному рівні зіграв у 2 офіційних матчах.
Незважаючи на його африканське коріння, Чіте оголосив про своє бажання грати за збірну Бельгії, як тільки він отримав громадянство цієї країни, виступаючи за «Стандард» протягом двох років. Він офіційно став громадянином Бельгії 11 липня 2008 року.
Після цього тренер збірної Рене Вандерейкен викликав Чіте на відбіркові матчі чемпіонату світу з футболу 2010 року, але ФІФА не дозволила футболісту грати за цю збірну, зазначивши що він раніше представляв Бурунді на високому рівні в Кубку КЕСАФА у 2000 році, також змінив громадянство на Руандійське, коли переїхав в «Макура Вікторі» 2002 року. Тому хоча він ніколи не грав за збірну Руанди, він не може залучатись до ігор бельгійської збірної.

## Титули і досягнення
- Чемпіон Бельгії (1):

«Андерлехт»:  2006–07
- Володар Кубка Бельгії (1):

«Стандард»:  2010–11
- Володар Суперкубка Бельгії (2):

«Андерлехт»:  2006, 2007